# 우제도머 베더반
우제도머 베더반(독일어: Usedomer Bäderbahn GmbH, UBB)은 도이체 반의 완전 자회사로 우제돔섬의 철도 시설 및 취소-볼가스트, 펠가스트-바르트 구간 철도 노선을 소유하는 독일의 기업이다. 2017년 12월까지 펠가스트, 슈트랄준트, 그라이프스발트, 취소, 볼가스트, 치노비츠, 헤링스도르프, 페네뮌데, 폴란드 시비노우이시치에 일대에서 열차를 운행했고, 2019년 12월까지는 펠가스트-바르트 구간에서 열차를 운행했다. 독일 연방 및 비연방 철도운임조합(TBNE)에 소속되어 있지만 도이체 반의 완전 자회사이기 때문에 투표권은 없다.

## 역사

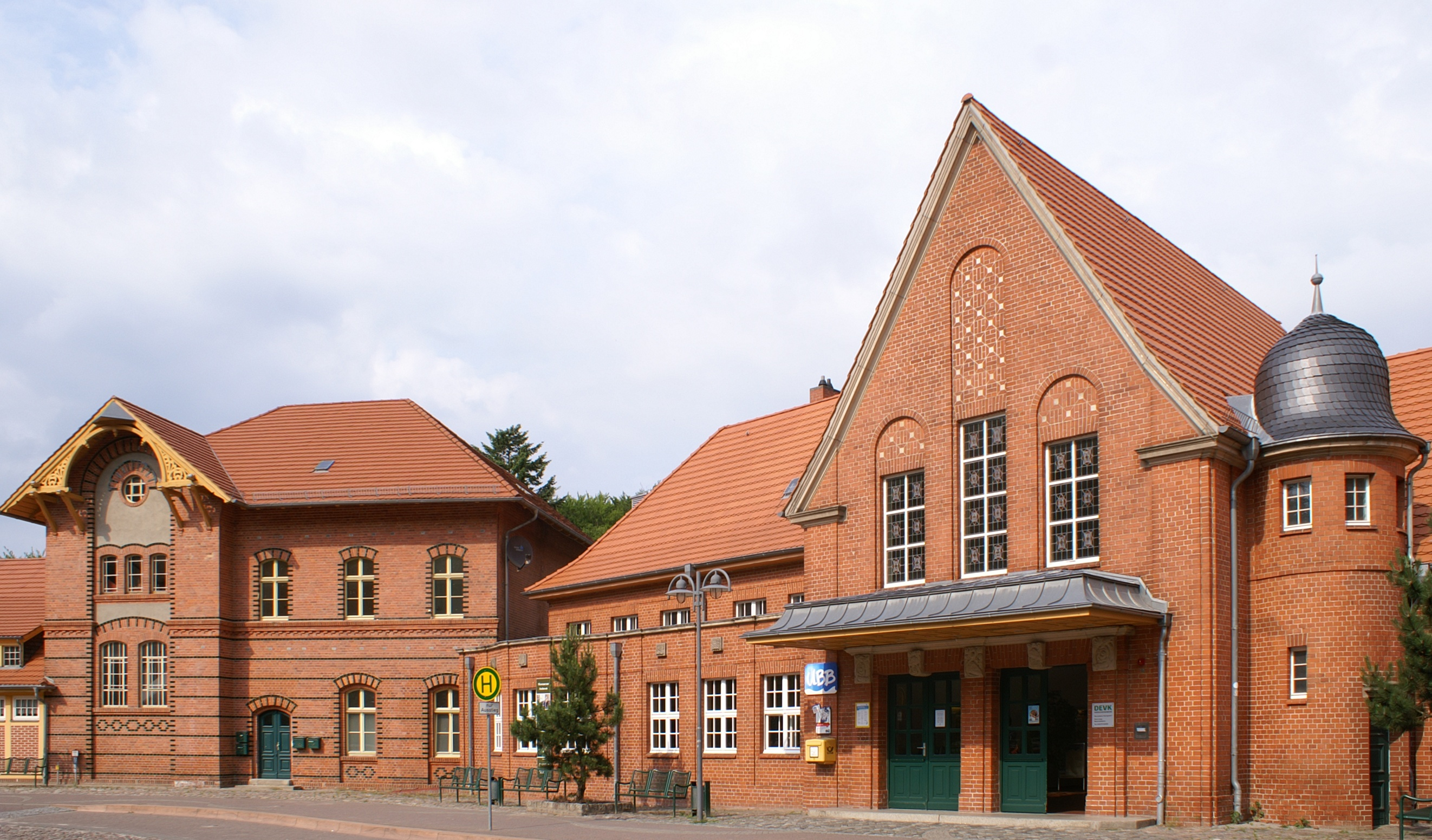
제바트 헤링스도르프역, 1894년 건축된 왼쪽 부분 및 1900년 확장된 오른쪽 부분

우제도머 베더반은 1994년에 도이체 반의 완전 자회사로 설립되었으며, 헤링스도르프군의 제바트 헤링스도르프역에 본사를 두고 있다. 1995년 6월 1일에 치노비츠-페네뮌데선과 두헤로-헤링스도르프-볼가스터 페레선을 도이체 반에서 양도받았다. 2000년 페네슈트롬 해협을 가로지느른 도로 철도 병용교인 볼가스트 페네교 완공 이후에는 취소-볼가스트 하펜간 연결선도 양도받았으나, 취소역은 도이체 반에 남았다. 노선 인수 이후 개보수공사 및 신호 설비 개선 공사가 진행되었다. 2002년 12월 시간표 개정에서 바르트-슈트랄준트 및 취소-슈트랄준트 구간 열차 운행을 담당했으며, 펠가스트-바르트 구간 노선 소유권도 DB Netz에서 매입했다.
UBB에서 열차 운행을 시작하면서 패턴 다이어가 도입되었다. 볼가스터 페레-알베크 및 페네뮌데-치노비츠 구간은 1시간 간격으로 운행하며, 전자의 구간은 여름철에는 30분 간격으로 운행한다. 취소 방면 노선을 인수한 이후에는 볼가스트 중앙역까지 30분 간격 운행이 적용되었으며 취소역까지는 1시간 간격으로 운행한다. UBB 노선 확장 이후 제바트 알베크 방면 열차는 슈트랄준트역까지 2시간 간격으로 연장 운행하며 취소-슈트랄준트 구간에서는 전역 정차한다. 펠가스트-바르트 구간은 우제돔섬과는 독립적으로 운행한다.
메클렌부르크포어포메른 교통회사(VMV)의 우제돔섬 노선 입찰 이후 2017년 12월부터 13년간 DB 레기오 노르트오스트에 영업권이 배당되었다. UBB에서 운행했던 것과 동형의 슈타들러 GTW 열차가 투입되었다. 취소-슈트랄준트 구간 운영권은 2년간 노선 패키지에 연결되어 있었으며, 2019년 12월부터는 Netz Ostseeküste 노선 패키지의 일부로 편입되었다. 선로 유지보수는 UBB에서 계속 담당하며, 법적으로 강제된 상하분리를 위해서 2013년부터 DB 레기오에 운행을 위탁했다.

## 소유 노선
- 취소-볼가스트 하펜선
- 두헤로-헤링스도르프-볼가스터 페레선
- 치노비츠-페네뮌데선
- 펠가스트-프레로선

UBB에서 열차를 운영했던 시기에는 도이체 반과 별도의 운임을 사용했고, 다른 노선에서 적용되었던 가족 여행 시 14세 미만 아동 무료 탑승 혜택이 적용되지 않았다. 1등석 열차를 운영하지 않았으며, 반카드는 50 km 이상의 여정에서만 사용할 수 있었다.

### 펠가스트-바르트
바르트-슈트랄준트 구간은 2019년 12월까지 UBB에서 패턴 다이어로 운행했다. 바르트-펠가스트 구간은 UBB 측에서 포어포메른반(Vorpommernbahn)으로 불렀으며, 과거에 전철화되었던 단선 노선을 따라 운행한다. UBB에서는 디젤 동차만을 보유하고 있었기 때문에 전차선이 필요하지 않았고 2005년에 철거되었다. 펠가스트-슈트랄준트 중앙역 구간은 2017년까지 열차가 운행했다. 그 후 전 구간 열차 운행이 취소될 위기에 처했으나, 2017년 12월 10일부터 펠가스트-바르트 구간으로 축소되었고 배차 간격도 2시간으로 증가했다.

### 취소-헤링스도르프-시비노우이시치에

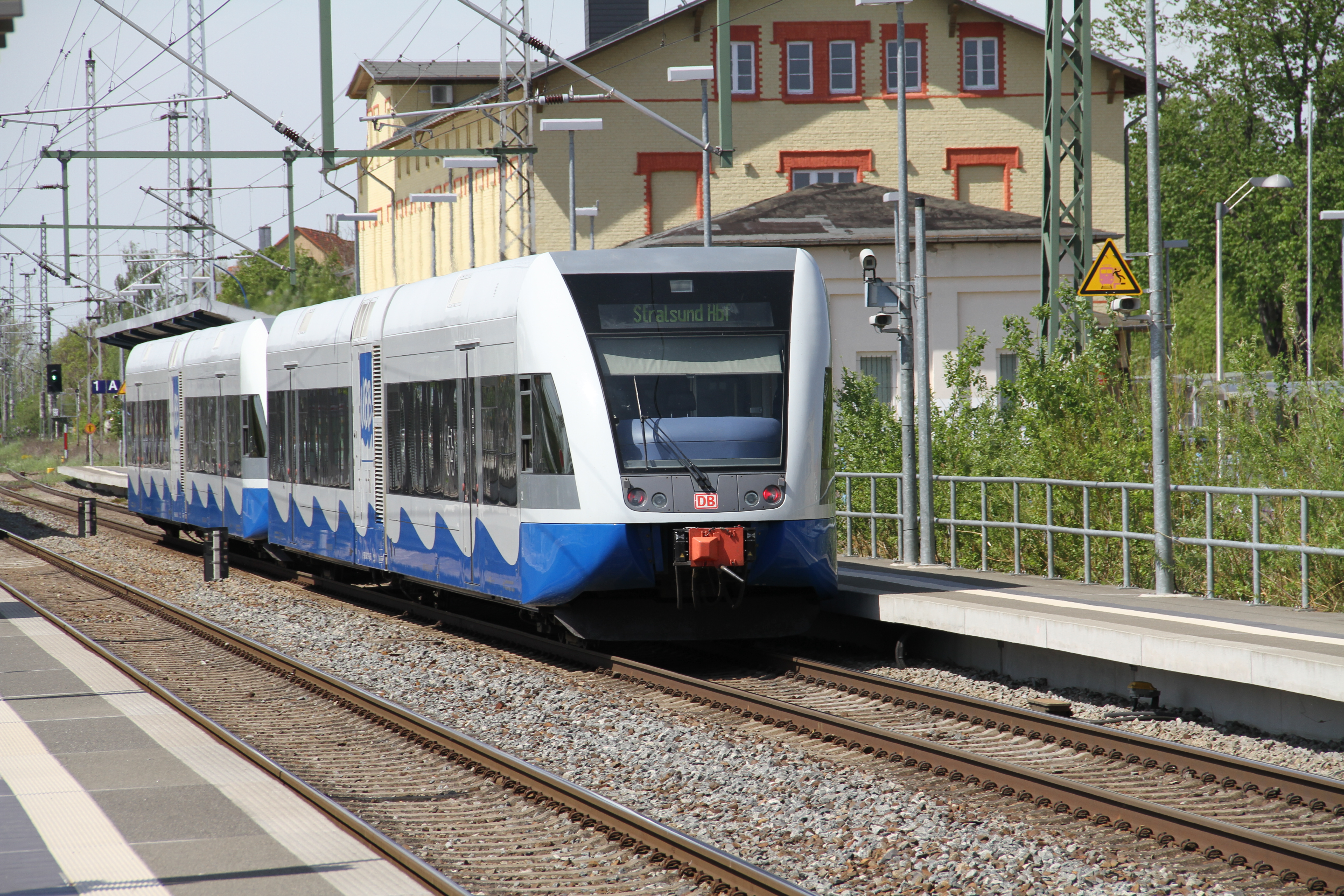
그라이프스발트역에 정차한 UBB 디젤 동차

슈트랄준트-취소 구간은 2시간, 취소-시비노우이시치에 첸트룸 구간은 1시간 간격으로 운행한다. 여름 기간에는 볼가스트-시비노우이시치에 첸트룸 구간을 30분 간격, 슈트랄준트-볼가스트 구간은 1시간 간격으로 운행하며 전역 정차와 일부역 정차 열차를 교대로 운행한다. 슈트랄준트-취소 구간은 앙거뮌데-슈트랄준트선 구간을 따라 운행하며 취소역에서 UBB 소유 노선으로 분기한다.
취소-볼가스트 하펜선은 1989년에 전철화되었으나 UBB에서 운영을 담당하기 전에 전차선이 철거되었다. UBB 인수 이후에도 약 39 km 구간의 전차선이 철거되었다. 오데르-나이세선 설정 이후 폐선된 폴란드 구간의 일부인 알베크 그렌체-시비노우이시치에 첸트룸 구간은 2007년 10월 5일에 착공하여 2008년 3월 말에 완공되었으나, 독일과 폴란드 양 국가에서 개통 승인 작업이 지연되어서 열차 운행은 그 해 9월 8일부터 시작되었다. 이는 제바트 알베크-알베크 그렌체(2.5 km) 구간이 개통된 약 11년 후이다. 시비노우이시치에 첸트룸역은 시비노우이시치에의 시비나강 서안에 위치해 있으며, 역 건설 이후 일대에 새로운 주거지가 개발되었다. UBB에서는 폴란드 구간 노선 보유 및 관리를 위하여 자회사인 UBB Polska를 설립했다. 1.5 km 구간의 건설 비용은 약 240만 유로이며, 90%는 유럽연합과 메클렌부르크포어포메른주, 10%는 도이체 반에서 부담했다.
2011년 6월 2일에는 노선 개통 100주년을 기념하여 노이 푸다글라(Neu Pudagla)역이 개업했다.
2017년 12월 10일부터는 DB 레기오 노르트오스트에서 열차 운행을 담당한다.

### 치노비츠-페네뮌데
치노비츠-페네뮌데선은 치노비츠역에서 분기하여 트라센모어역, 카를스하겐역을 경유하여 페네뮌데역을 잇는 노선이다. 치노비츠역에서 우제돔섬 내 다른 열차와 연결되며 1시간 간격으로 운행한다. 2017년 12월 10일부터 DB 레기오 노르트오스트에서 열차 운행을 담당한다.

## 차량
슈타들러 GTW 1세대 차량(646형)으로만 운행했다. 과거에 운행했던 771형 단량 디젤 동차 4량은 정규 운행에는 사용하지 않는다. UBB가 운행을 담당하기 전에는 펠가스트-바르트, 취소-볼가스트 하펜 구간에 전기 기관차 견인 열차가 운행했다.

## 버스 운행
2016년 1월 1일부터 우제돔섬 일대에서 271~274, 281~287, 290, 291번 노선 버스를 운행한다. 오스트제부스 GmbH, 알베크(Ostseebus GmbH, Ahlbeck)에서 운영했던 노선이었으며 10년간 운영권을 소유한다. 2014년 2월부터 장거리 버스를 운행했으며, 2023년 현재 함부르크 및 베를린 방면으로 운행한다.

## 참고 문헌
- Ludger Kenning (2010). 《Die Usedomer Bäderbahn》 2.판. Nordhorn: Kenning. ISBN 978-3-933613-51-6.
- Bernd Kuhlmann (2005). 《Eisenbahnen auf Usedom》 3.판. Düsseldorf: Alba. ISBN 3-87094-241-X.
- Bernd Kuhlmann (2003). 《Peenemünde. Das Raketenzentrum und seine Werkbahn》 2.판. Berlin: GVE. ISBN 3-89218-081-4.
- Christoph Riedel (2005). 《UBB. Eine Inselbahn im Aufwind》. Jahrbuch Lokomotiven 2006. Brilon: Verlag Podszun. ISBN 3-86133-402-X.
- Bernd Kuhlmann: Eisenbahnen auf Usedom. 2. erweiterte Auflage, Bildverlag Böttger GbR, Witzschdorf 2022, ISBN 978-3-96564-025-2